# Leopárdkontyvirág
A leopárdkontyvirág (Amorphophallus konjac; A. rivieri; japán nyelven: 蒟蒻/菎蒻; こんにゃく; konnyaku; ), (más néven konjak, konjaku, devil's tongue, voodoo lily, snake palm, vagy elephant yam) a kontyvirágfélék (Araceae) családján belül az óriáskontyvirág (Amorphophallus) nemzetségbe tartozó, Kelet-Ázsia (Japán, Kína, Indonézia) trópusi és szubtrópusi területein őshonos növényfaj.

## Jellemzése
Évelő növény, melynek akár 25 centimétert is elérő, a föld alatt található gumói lehetnek. Szárnyalt levelei az 1,3 méteres hosszúságot is elérhetik. Virága hosszú, tőrszerű, maximum 55 centiméter.

## Termesztése és felhasználása

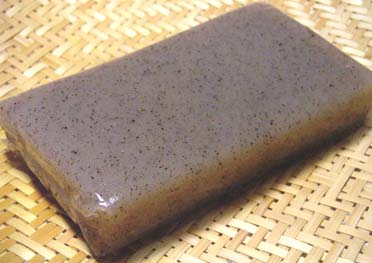
Konjakgél

Kínában, Japánban és Koreában magas keményítőtartalmú gumója miatt termesztik. A gumót lisztkészítésre, lekvárkészítésre, és az állati eredetű zselatin  helyettesítésére alkalmazzák.
A japán konyhában széles körben használják az alga helyettesítésére. Nem annyira jellegtelen íze, inkább különleges állaga miatt.
A leopárdkontyvirág szárított gumója körülbelül 40% glükomannánt (erősen viszkózus poliszacharid) tartalmaz. A gumóból lisztet készítve, majd hozzá vizet adva konjakgumi kapható, melynek tisztított, finomított formája a konjakglükomannán. A konjakgumit és a konjakglükomannánt élelmiszerekben E425 néven, emulgeálószerként alkalmazzák. Kalóriatartalmuk igen alacsony, és nagyon magas rosttartalmú, ezért diétás élelmiszerekben is felhasználható.